# 江崎誠三
江崎 誠三 （えさき せいぞう、1921年3月1日 - 2002年5月27日）は、元豊田通商代表取締役社長、会長。他に、第7代東海日中貿易センター会長、中国青島市経済顧問等を務めた。
三重県津市出身。1941年名古屋高等商業学校（現名古屋大学経済学部）卒業。
1982年に藍綬褒章、1992年に勲三等旭日中綬章を受章。2002年5月27日、すい臓がんのため81歳で逝去。